# Nur-Mer
Nur-Mer ali Nivar-Mer (𒉌𒉿𒅈𒈨𒅕 ni-wa-ar-me-e) je bil v poznem akadskem obdobju v letih okoli  2153-2148 pr. n. št.  vladar Marija in četrti vojaški guverner (šakkanakku) severne Mezopotamije. Iz kasnejših seznamov vladarjev je razvidno, da je vladal pet let. Na prestolu je nasledil svojega očeta Išme-Dagana. Nur-Mer je bil morda sodobnik akadskih vladarjev Naram-Sina ali Šar-Kali-Šarija. Na položaju šakkanakkuja Marija ga je nasledil brat Ištub-Ilum.
Nur-Mer je omenjen v štirih identičnih napisih na bronastih posvetilnih tablicah.
𒉌𒉿𒅈𒈨𒅕 𒄊𒀴 𒈠𒌷𒆠 𒂍 𒀭𒊩𒌆𒉺𒂅 𒅁𒉌

ni-wa-ar-me-er shagina mari-ki e ninhursag ib-ni

Niwâr-Mêr, šakkanakku Marija, (je) zgradil tempelj boginje Ninhursage